# اندیس شمال شرق بیچه
شمال شرق بیچه یک اندیس فلزی است که در حوالی شهر پرنگ استان خراسان قرار دارد و مادهٔ معدنی موجود در آن، مس است.سنگ میزبان این اندیس افیولیت است و دیرینگی آن به دوران کرتاسه فوقانی می‌رسد. در این اندیس، پاراژنز‌های پیریت ،کوارتز یافت می‌شوند.